# バドゥン県
バドゥン県 (バドゥンけん、Kabupaten Badung) は、インドネシア共和国バリ州南部の県（第二級地方自治体=Daerah Tingkat II）。県域はデンパサール市をほぼ囲んでいる。南北に細長く、バリ島南端であるバドゥン半島から、県北端は州中央部に達する。ビーチリゾート地として知られるクタ、レギャン、ジンバラン、ヌサドゥア、ブノアやデンパサール国際空港（グラライ国際空港）を擁する。
- 首都：メグウィ郡メグウィ村
- 県庁所在地：北クタ郡ダルン村

## 隣接自治体
- デンパサール市
- ギャニャール県（東）
- バンリ県（北東）
- ブレレン県（北）
- タバナン県（西）

## 地域
6つの郡 (Kecamatan) に分かれる。
- クタ郡
- メグウィ郡
- アビアンスマル郡
- ペタン郡
- 南クタ郡
- 北クタ郡